# Phelotrupes obscuratus
Phelotrupes obscuratus es una especie de coleóptero de la familia Geotrupidae.

## Distribución geográfica
Habita en Yunnan (China).